# Derek Anderson
Derek Matthew Anderson (født 15. juni 1983 i Scappoose, Oregon, USA) er en amerikansk footballspiller, der spiller i NFL som quarterback for Carolina Panthers. Anderson kom ind i ligaen i 2005 og har tidligere repræsenteret Cleveland Browns og Arizona Cardinals.
Andersons præstationer har en enkelt gang, i 2007, skaffet ham udtagelse til Pro Bowl, NFL's All Star-kamp.

## Klubber
- 2005-2009: Cleveland Browns
- 2010: Arizona Cardinals
- 2011-: Carolina Panthers